# Tyrsus, Palmacjusz i Bonifacy
Tyrsus, Palmacjusz i Bonifacy, łac. Tyrsus, Palmatius, Bonifatius (zm. ok. 291 w okolicach Trewiru w Galii) – męczennicy chrześcijańscy w czasach panowania Dioklecjana, święci Kościoła katolickiego.
Tyrsus i Bonifacy byli rzymskimi oficerami legendarnej Legii Tebańskiej, którzy uniknęli decymacji legionu w Agaunum, dzis. Saint-Maurice (Szwajcaria), i schronili się w Trewirze. Palmacjusz miał być konsulem Trewiru.
Podstawą informacji o trewirskich męczennikach była inskrypcja odkryta na kamieniu w 1071 roku w kościele św. Pawła w Trewirze.
Wraz z oficerami śmierć ponieśli ich towarzysze. Legionistów i ich towarzyszy ścinano za wyznawanie wiary chrześcijańskiej przez kolejne 3 dni w zależności od rangi, funkcji i płci.
Ich wspomnienie liturgiczne obchodzono 4 października za Martyrologium Rzymskim.
W późniejszym czasie imiona rozdzielono i męczenników wspominano:
- św. Tyrsusa – 4 października,
- św. Palmacjusza – 5 października,
- św. Bonifacego – 6 października.

Można również spotkać dzień 12 grudnia.